# Quasar (bande dessinée)
Ne doit pas être confondu avec Quasar (comics).
Pour les articles homonymes, voir Quasar.
 (février 2012).
Si vous disposez d'ouvrages ou d'articles de référence ou si vous connaissez des sites web de qualité traitant du thème abordé ici, merci de compléter l'article en donnant les références utiles à sa vérifiabilité et en les liant à la section « Notes et références ».
Quasar est une série de bande dessinée franco-belge de science-fiction créée par Chris Lamquet en 1982 pour l’hebdomadaire Spirou,. La série a fait l'objet d'une publication partielle en albums, d'abord chez Dupuis en octobre 1987, puis chez Hélyode à partir de 1991.

## Synopsis
Dans un futur proche (la première histoire de la série, Quasar, se situe en 2085), la séparation physique entre les humains restés sur Terre (les Terriens) et ceux vivant en orbite (les Orbitaux) s'est transformée en une séparation culturelle et politique, conduisant à des tensions séparatistes (Pomme Planète) voire des conflits armés (Les Terriens).
Colin Norge, simple technicien de stations orbitales (Quasar dans l'histoire du même nom, Point-Libra Cinq dans Les Terriens) ou de stations planétaires (Vénéra Sept dans l'histoire du même nom), puis pilote de vaisseaux spatiaux de transport (le rafiot orbital TOX 31 dans Pomme Planète, un vaisseau de l'ASTERCO, compagnie minière, dans Le sculpteur d'astéroïde) se retrouve entrainé bien malgré lui dans une série d'aventures dans le système solaire.
La série mêle des aspects réalistes (la base martienne, Pioneer 10), d'autres fantastiques (l'épisode vénusien), et un côté psychologique très prononcé.

## Personnages
- Colin Norge : héros de la série, c'est un orbital, technicien de stations orbitales ou planétaires ou pilote de vaisseaux de transport. Il est curieux et débrouillard en technologie. À partir de l'épisode Les Terriens, il est rejoint par Molmol et celle qui deviendra sa compagne, Chloé. Son nom de famille Norge figure pour la première fois dans le second épisode de la série, Les Terriens.
- Molmol : c'est un robot humanoïde (un Biom, dans le jargon de la série, modèle 54) verdâtre de la taille d'un enfant, ressemblant à un lutin, pourvu de grands pieds et doté pour tout visage d’une sorte d'écran avec deux petits iris rouges. Il apparaît pour la première fois en 1984 dans l'épisode Les Terriens[4], dans Spirou no 2402. Il s'appelle alors Glom. Son physique est celui du Little Green Man présenté dans le premier épisode de la série, Quasar, pour désigner une émission d'ondes radio qui pourrait être d'origine intelligente extraterrestre. Le robot Molmol est vite devenu un personnage fétiche de Chris Lamquet, qui le représentera à nouveau dans les séries de science-fiction suivantes : Tropique des étoiles (1991) et Alvin Norge (2000).
- Chloé : d'origine terrestre, c'est, elle aussi, un robot humanoïde (Biom modèle 1001). Elle apparaît dans la série, sous le nom de Diode, dans l'épisode Les Terriens et devient par la suite la compagne de Colin qui l'appelle selon les cas, Chloé, Chlo ou Banane.
- Félicie : collègue de travail et amie de Colin, elle apparaît dans les épisodes Quasar et Les Terriens. C'est aussi la sœur de Paul, le jeune garçon qui est l'un des personnages principaux de l'épisode Les Terriens.
- Régina Bolt : autre collègue de travail de Colin qui apparaît également dans les deux premiers épisodes de la série (Quasar et Les Terriens).
- Stanislas Lemko : un sculpteur d'astéroïdes habitant sur l'orbite « 724 Harpag » qui n'a pas vraiment toute sa raison.

## Historique de la publication
La parution de la série Quasar est assez chaotique.
Cette série est créée au début des années 1980, en pleine période « Star Wars » qui a vu renaître au cinéma une multitude de créations autour des « space opéras » et autres anticipations spatiales.
De 1982 à 1987, trois histoires longues de 46 pages paraissent dans Spirou, accompagnés de quatre histoires plus courtes (de 8 à 24 pages) soit l'équivalent de quatre albums ou recueils (plus une histoire courte). Or, seuls deux d'entre eux connaissent une parution chez un éditeur : un recueil d'histoires courtes chez Dupuis (titré Quasar 2 : Les Biômes) en 1987 et un album chez Hélyodes (titré simplement Quasar) en 1994. Le recueil de Dupuis sera réédité à son tour chez Hélyodes en 1994, sous le titre Les Biom’s, mais remanié, partiellement redessiné et recolorisé, et augmenté de nouvelles planches. Il subsiste donc deux histoires longues (Quasar et Pomme Planète) et une histoire courte (Venera sept) qui ne sont jamais parues en albums (bien qu'annoncés aux dos des albums édités).
Par ailleurs, s'agissant des albums publiés, selon le BDM, le véritable premier tome à paraître chez Dupuis aurait dû être une histoire non publiée dans Spirou intitulée L’Enfant clone. Elle devait initialement paraître en 1988, c'est-à-dire après Les Biômes alors numéroté 2. Mais Christian Lamquet insatisfait du rendu de l'imprimeur aurait bloqué la commercialisation du premier tirage, et faute d'un succès suffisant du tome 2, le tome 1 n'a alors pas fait l'objet d'une réimpression et n'est donc jamais paru chez Dupuis. En revanche, L'Enfant Clone est publié en 1991 chez Helyode comme tome1 d'une série intitulé Tropique des étoiles mais dont les autres tomes n'ont étrangement aucun rapport avec ce premier tome ni ne s'inscrivent directement dans la série Quasar contrairement donc à L'Enfant Clone.
Si les tomes 2, 3 et 4 de Tropique des étoiles ne s'inscrivent pas directement dans la série Quasar, en revanche ils reprennent la thématique de la première histoire Quasar (Envahissement d'une station spatiale par une sorte de plante extraterrestre, à la suite de l'explosion d'une Supernova et en lien avec une prophétie Maya). De plus, l'histoire, si elle devait se situer dans le même univers que Quasar (ce que rien ne confirme ni n'infirme) pourrait s'interpréter comme une explication de l'origine des "Pommes" de l'histoire Pomme Planète.

## Publication

### Périodiques
La série a été prépubliée dans Spirou à partir du no 2288.
- Quasar, nos 2288, 2293, 2302, 2306, 2314 et 2321 (1982)
- Les Terriens, nos 2400-2403 (1984)
- Venera sept, no 2433 (1984)
- Pomme planète, nos 2448-2451 (1985)
- Pioneer 10, la réponse, no 2487 (1985)
- Les Biômes, no 2510 (1986)
- Les Sculpteurs d’astéroïdes, no 2528 (1986)

### Albums
- 1 Les Biômes, Dupuis, 1987
Scénario et dessin : Chris Lamquet - Couleurs : Studio Leonardo
- 2 L'Enfant Clone (Tropique des étoiles 1), Hélyode collection « Atmosphère », 1991
Scénario et dessin : Chris Lamquet - Couleurs : Catherine Lamquet
- 3 Quasar, Hélyode collection « Atmosphère », 1994
Scénario et dessin : Chris Lamquet - Couleurs : Catherine Lamquet